# Maddie Coates
Maddison Coates (* 27. September 1997 in Bundoora) ist eine australische Sprinterin.

## Sportliche Laufbahn
Ihren ersten Wettkampf bei internationalen Meisterschaften bestritt Maddie Coates bei den Juniorenweltmeisterschaften 2014 in Eugene, bei denen sie mit 23,91 s im Halbfinale des 200-Meter-Laufs ausschied. Zwei Jahre später erreichte sie bei den U20-Weltmeisterschaften in Bydgoszcz erneut das Halbfinale, in dem sie mit 23,96 s ausschied. Zudem erreichte sie mit der australischen 4-mal-100-Meter-Staffel in 45,15 s den siebten Platz. 2018 nahm sie erstmals an den Commonwealth Games im heimischen Gold Coast teil und schied dort mit 23,43 s im Halbfinale aus und wurde mit der Staffel im Finale disqualifiziert.

## Persönliche Bestzeiten
- 100 Meter: 11,58 s (+1,8 m/s), 22. März 2018 in Brisbane
- 200 Meter: 23,06 s (−1,7 m/s), 18. Februar 2018 in Gold Coast